# Beretta 21A Bobcat
Beretta 21A Bobcat — самозарядный карманный пистолет, разработанный компанией Beretta в Италии. Производство началось в конце 1984 года, исключительно на объекте Beretta USA в Аккокике, штат Мэриленд. Это дальнейшее развитие модели 20 Beretta, производство которой закончилось в 1985 году.

## Конструкция
Beretta 21A Bobcat доступен под патрон .22 LR или .25 боеприпасов ACP (6,35 мм).